# 梅藏热
梅藏热（法語：Mézangers，法語發音：[mezɑ̃ʒe]）是法国马耶讷省的一个市镇，属于拉瓦勒区。

## 地理
梅藏热（48°11'28"N, 0°25'58"W）面积29.34 平方千米，位于法国卢瓦尔河地区大区马耶讷省，该省份为法国西北部内陆省份，北起芒什省和奧恩省，西接伊勒-维莱讷省，南至曼恩-卢瓦尔省，东临萨尔特省。
与梅藏热接壤的市镇（或旧市镇、城区）包括：昂贝、瑞布兰、诺村、圣热姆勒罗贝尔、蒙叙尔、埃夫龙。

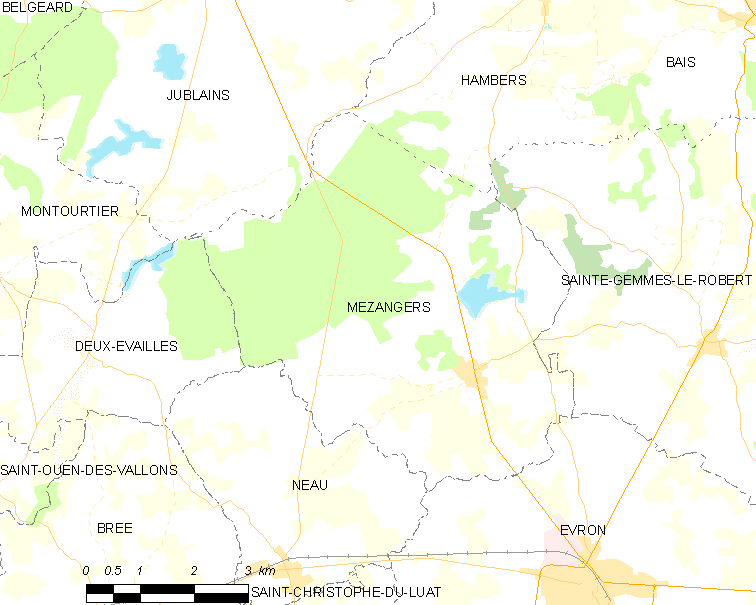
梅藏热的OSM定位图

梅藏热的时区为UTC+01:00、UTC+02:00（夏令时）。

## 行政
梅藏热的邮政编码为53600，INSEE市镇编码为53153。

## 政治
梅藏热所属的省级选区为埃夫龙县。

## 人口

1962-2008年间梅藏热人口变化图示

梅藏热于2022年1月1日时的人口数量为625人。